# Ichneumon diaphorus
Ichneumon diaphorus là một loài tò vò trong họ Ichneumonidae.